# ちきゅう観測隊!
『ちきゅう観測隊!』（ちきゅうかんそくたい!）は、名島啓二による日本の漫画作品。『マガジンSPECIAL』（講談社）にて2005年11月号に読み切りで掲載したのち、週刊少年マガジン にて2006年36・37合併号より2013年16号まで不定期連載された。単行本は2013年3月15日刊行、全1巻。

## 概要
名島啓二のデビュー作。母星の危機に新たな移住先を求めて旅をする宇宙開発局員とその相棒のロボットが巻き起こすドタバタコメディ。主人公「ベガ隊長」のメタ発言や、そのサポートメカ「フレミィ」の限界描写など、過激なネタが特徴。作者のフレミィに対する思い入れは強く、以後の作品に作中紛れ込んでいたり、単行本のあとがきまんがにも度々登場している。
マガジンSPECIALの読み切りで掲載し、一定の支持が得られれば連載の予定があったのだがそれも叶わず、以後は週刊少年マガジンでは代原作品として不定期に連載され、雑誌の連載に穴が開いた際の助っ人作品の定番として特殊な人気を得るようになる。作者も突発的な代原に対応するため、本作の描き貯めをしていたという。
掲載分と描き貯め分で単行本を作るのに十分なページ数は確保されているも単行本化の機会に恵まれず、他作品の単行本あとがきでそのことを嘆いていた。だが、『波打際のむろみさん』のアニメ化に伴い本作の単行本化が決定。初掲載から8年越しの悲願が達成されたことで、単行本のあとがきには「大願成就!!」の文字と天を仰ぐフレミィが墨で描かれている。

## あらすじ
あと数年で滅亡するといわれるピタゴラ星。ピタゴラ星宇宙開発局は新たな移民先を探すため、全宇宙に観測隊を派遣した。その候補地の一つとして挙がった20億光年先にある惑星「地球」に派遣されたのは、落ちこぼれ宇宙局員・ベガ隊長と欠陥サポートメカ・フレミィのたった二人。彼らの果てなき地球を目指す旅が始まった。

## 登場キャラクター

### 主人公
ベガ隊長
本作の主人公。ピタゴラ星より派遣された「ちきゅう観測隊」の隊長。本名は「ライトフォルト＝ベガ」。
ピタゴラ星宇宙開発局の職員。母星の危機に際して移民候補地となった惑星の一つ「地球」を目指して旅をしている。
性格はずぼらでいい加減。無精髭を生やし、制服の上着はボタンも止めずだらしなく開きっぱなしである。風呂に入るのを嫌がり、数日間入らなかったためにフレミィに強制的に着衣のまま洗浄されたことさえある。
このような性格が災いし、宇宙開発局本部にいたころは夜間警備の仕事しか与えられず、出世とは無縁で階級もない。「ちきゅう観測隊」となって宇宙に派遣されたのも、性格に難ありとされたフレミィと共に本部から厄介払いされただけという有様だった。
だがサポートメカであるフレミィを道具扱いすることを拒んで一緒に旅をする仲間として接したり、隊のサポートメカをゾンザイに扱う上官に激昂したりと、心やさしくまた熱い面を持つ。
地球への20億光年の旅路を遂行するにあたって、船に人間（ピタゴラ星人）は自分1人だけという孤独な状況からか、サポートメカのフレミィに人間的・女性的存在を求めるようになる。
クルセリオ（地球のピーマンに相当する野菜）が嫌い。
フレミィ
本作のもう一人の主人公。人間（ピタゴラ星人）を補助するために開発されたサポートメカ。正式名称「S-X3 フレミング」。
自律思考型試験機の3号機で、1号機は行方不明（後述）、2号機は廃棄処分となっている。
ベガ隊長（成人男性）の腰程の身長しかない少女の様な外見に、ヒューマノイドらしく両耳部分にメカニカルなユニットを備える。髪は腰まで届くロングヘア。自己修復機能を持ち、多少の傷なら自然治癒する。体重は5kg程度。
足には様々な機能を持ったサポートメカ専用のブーツを履いているが、フレミィ専用という訳ではなくサイズがあっていないためブカブカ。また、旧式のため不具合が起きたこともある。専用の武装として2本のダガーナイフ をブーツ内に備える。
自律型のため他のサポートメカと違い、命令が無くとも自発的に行動することができる。基本的には命令に忠実だが、導き出された結果によっては自己の判断を優先し、結果として命令違反を犯す。自己防衛機能を備えるため、背後からスカートめくりをしたベガ隊長をボコボコにしたこともある。性能は優秀だが、扱いにくさの方が目に付くため、欠陥メカ扱いされ、各隊から6回リコールを受けた挙句に「ちきゅう観測隊」に回されベガ隊長共々厄介払いされた。
感情はサポートメカには不要という考えからオミットされており、表情は常に仏頂面で本人は「笑いたい時に笑います」と発言したが、作中笑ったり笑顔を見せたりしたことは一度もない（ベガ隊長の妄想を除く）。ただ、怒りや不快感など負の感情を抱いているような表情は度々見せている。
少女のような姿だがメカのため性別があるわけではない。そのため露出には何ら抵抗はなく、命令や必要があれば躊躇なく脱ぎ始める。こうなった場合、普段はフレミィに女性的存在を求めているベガ隊長の方が回収沙汰を恐れて制止に入っている。
側頭部のユニットはCDやフラッシュメモリの出し入れ及び読み書きが可能。これを使ってサポートメカ同士の情報交換をスムーズに行うことができる。
ベガ隊長の行動から、性格（パーソナル）チップを差し替えることで性格そのものを変えられるようだが、未遂に終わっているため詳細は不明。
宇宙船の操縦から船体のメンテナンスに船内の清掃、隊長の栄養・衛生管理と……観測隊のほとんどの仕事をフレミィが引き受けているため、道中の隊長は定期報告以外することがない。
最早、隊長がいらないくらいに優秀であるが、さすがに幽霊は見えなかった。
洗濯機で丸洗いOK。

### サポートメカ
ピタゴラ星人が使役する人型ロボット。お茶汲みから宇宙船の操縦まで、ありとあらゆる場面で活躍している。
漏れなく少女のような外見で、身長も大人の腰程度と大変低い。
自律思考型と他律受動型の2種類があり、試作機のフレミィとサクヤが自律型であるが、どちらも性格に難ありとされ後発の機体の大半は他律型となっている。他律型は隊長の危機などの特定の条件以外では命令なく動くことはない。また、命令や質問に対する受け答え以外に会話することもなく基本的に無口である。
熱・光・風など多くの自然エネルギーを自身の動力用のエネルギーに変換できるため、半永久的に活動が可能であるという。
以下に記載するサポートメカ以外に、宇宙開発局本部のオペレーターとして活動するサポートメカも登場している。
本作におけるキーパーソンは彼女らであり、新たなサポートメカが登場する回は漏れなくそのサポートメカを軸に物語が展開する。
S-SMkIII 量産型メドレィ
レオニール大観測隊に配属されているサポートメカ。外見はフレミィと良く似ているが、側頭部のユニットが二股に分かれ、髪は短い。ライフルを携行している。
典型的な他律受動型であり、フォルクス曹長にいくらゾンザイに扱われても不満の声一つ漏らすことなく、それどころか彼女らの扱いに対して怒ったベガ隊長に銃を向けるなど、徹底して感情のない道具として描写されている。
廉価版サポートメカといった趣で、数は多いが個々の性能は高くなく、フレミィに容易く背後から倒されて銃を奪われている。
給仕担当のロングヘアの機体も登場した。
S-X0 サクヤ
宇宙を漂流していた旧式の船に搭乗していたサポートメカ。
髪はセミロングで、エプロンドレスを着用している。
実は100年前に製造され、その5年後に行方不明となっていた自律思考型試験機の1号機で、全てのサポートメカの基となった機体。記録抹消のため現在は0号機と呼ばれている。
あらゆる感情がプリセットされ、非常に人間らしい言動をする。恋愛感情さえ持っており、開発者をマスターと呼んでとても愛していた。だが、生物の死という概念は理解できず、結果90年以上前に死去したマスターを眠っていると誤認し、再び起きるのをひたすらに待って船内の清掃を続けていた。
S-T4 ラストエグザム
カロウナ観測隊に配属されているサポートメカ。愛称は「ラスティ」。
フレミィとは先代から枝分かれした従姉妹のような関係。外見も似通っているが、こちらの服装は戦闘用に動きやすい物となっている。ベガ隊長曰く「セクシー」。
本来は戦闘用であるため、不要な会話などの機能はかなり削減されている。
腕と脚に格納可能な固定武装を持つ。
S-MC エリクシル
レブレ観測隊に配属されているサポートメカ。愛称は「エリィ」。
医療特化型のサポートメカで、看護師のような服装をしている。
ベガ隊長が風邪を引いた際、近くを航行していたレブレ調査隊と合流し彼女の診察と手当を受けた。しかし、ベガ隊長の具合は良くなるどころか悪化して廃人のようになってしまった。
彼女の行動と結果に不審を抱いたフレミィの報告で本来の業務とは関係ない調査隊任務に駆りだされたために不具合を起こしていたことが発覚し、後に強制帰還となった。
およそ注射器とは思えない「MEDICAL CORE」という医療用の複合ユニットを持つ。本体が不具合を起こしていたため、正しく運用されていたかは不明。
S-Tk2 ゼクス
エミレン観測隊に配属されている戦闘用サポートメカ。
女性であるリゲル隊長の護衛のために配属されており、戦闘用のためそれ以外のことはできないし、するつもりもない。
パーカーのフードを深ぶかと被り、リゲル隊長を護るため鋭い目つきで常に彼女の傍らにある。データアクセス用のユニットは頭頂部にあり、カチューシャのような形状をしている。武器は両手のトンファー。
下心ありと判断されたのか、ベガ隊長はゼクスによってリゲル隊長に触れることすら許されず、さらにサポートメカ・パルコの修繕への見返りを求めた際には、トンファーで顔面を殴打された。
S-CCT パルコ
エミレン観測隊に配属されている整備用サポートメカ。
作業服に身を包み、髪はショートヘア。側頭部のユニットは大型で、後頭部に回り込むようにして両側が繋がっている。
船体の故障よりも先に自身が故障してしまっていたが、フレミィによって修理され、任務に復帰した。

### その他登場キャラクター
アンタレス司令
ピタゴラ星宇宙開発局の最高司令官。白髪と蓄えた白い髭が特徴。
一見温和そうだが、役立たずのベガと問題児のフレミィをまとめて「ちきゅう観測隊」として厄介払いにした張本人であり、定期報告の際に「まだ生きていたのか」と内心舌打ちをするなど腹黒い人物。
ロズウェル
以前に宇宙船の小惑星衝突事故で死亡したカタストロフ星人で、現世に特に未練もないのだが浮遊霊となってしまったために成仏したくても成仏できなくなった幽霊。
近くを通りかかったベガ隊長たちにあいさつのため近付いてきた。ベガ隊長は彼を成仏させようと奮闘するも叶わなかったが、最終的にフレミィの設置したマイナスイオンの出る空気清浄機によって分解・浄化された。
もと人間（名称不明）
漂流していた大型の宇宙船の内部にいた、Webカメラに6本の脚が生えたような形状の機械。
自らを「心も体も機械化したもと人間」と称するが、最早元が人間だったと証明する方法もなく、言い争いの末フレミィに襲いかかったがベガ隊長によって破壊された。
性格こそ異なるが、後の作品である『波打際のむろみさん』の登場キャラクター、ワイズマンと共通点が多い。
警備メカ
機械文明の発達していた惑星ゼーレの施設を警備している戦闘用マシン。だが肝心の施設はおろか惑星全体が大きな戦乱によって滅んでおり、生き残った4機のみが盲目的に敷地の警備を続けていた。敷地内に入ってきたベガ隊長らを拘束しようとしたが、返り討ちに遭い4機とも破壊された。
フォルクス曹長
レオニール大観測隊を指揮する隊長。数多くのサポートメカたちを従えているが、人間は彼1人の模様。
サポートメカを道具というよりは支配の対象として扱っており、その横暴且つ独裁者的な振る舞いはベガ隊長を激怒させた。
レオン隊長
カロウナ観測隊の隊長。ちきゅう観測隊との接触の直前まで惑星ドバゴを調査していたが、それを終えて次の目的地カロウナに向かうところだった。
若き好青年といった感じの男性で、元は宇宙開発局の財務担当だった。似たような境遇にあるベガ隊長と意気投合し、固い握手を交わして新天地での再会を約束した。
マナ・カナ
ちきゅう観測隊の船にぶつかってきたホボクローン星人の女性2人組。双子のようにそっくりな見た目からベガ隊長に「NHKの朝ドラから始めればブレイクしそう」と評された。
遺伝子操作や再生医療が発達したホボクローン星人は道徳観念が欠如しており、衝突によってむちうち症になったベガ隊長の首を、治療と称してバットで殴打するなど、笑顔のまま危険な行動を採る。
実際に双子なのか、いずれかがもう一方のクローンなのかは不明。
ライナス＝ウォドン
レブレ観測隊の隊長。非常に痩せて表情もやつれており、時折吐血もする。
サポートメカのエリクシルを「エリィ」と呼んで信頼している。突然の発作にすぐさまエリクシルを呼び、彼女の「MEDICAL CORE」の一撃を受けてそのまま意識を失った。エリクシル曰く「いつものこと」。だが、エリクシルは医療用を観測任務に使うという目的外使用によって不具合を起こしており、“いつもの”状況は彼女が作り出していたという有様であった。
リゲル隊長
エミレン観測隊の女性隊長。船の電子機器が故障して困っていたところに、ちょうどベガ隊長らが近くを通りかかったので助けを求めた。
女性であるためか、護衛専用のサポートメカを従えている。
整備専用のサポートメカもいるが、船体の故障よりも先に壊れてしまっていた。

## 単行本
名島啓二 『ちきゅう観測隊!』 講談社〈講談社コミックス〉、全1巻。
| 巻数 | 巻数 | 初版発行・発売日 | ISBN                   |
| ---- | ---- | ---------------- | ---------------------- |
| 1    | 1    | 2013年3月15日    | ISBN 978-4-06-384835-9 |